# Echinococcus shiquicus
Echinococcus shiquicus е паразитен плосък червей, представител на род Echinococcus. Това е петият признат паразит, който предизвиква заболяване, наречено ехинококоза. Представителят е открит през 2005 г. в провинция Цинхай в Китай.
Известните гостоприемници са: краен – Тибетска лисица и междинен – Черномуцунест сеносъбирач (Ochotona curzoniae). Възрастни паразити обикновено морфологично наподобяват на Echinococcus multilocularis, но са с по-малко кукички на ростелума и по-малко стробили в проглотида. Яйцата в матката също са в по-малко количество. Кистите образувани от ларвната форма обикновено се образуват в черния дроб. В района на Тибетското плато са разпространени и най-известните представители на рода – щам G1 на Echinococcus granulosus и Echinococcus multilocularis. Морфологичните, генетичните и екологичните особености на паразита обаче са причината той да бъде описан като нов вид.
Не са доказани случаи на заразяване на хора.